# Thomas Vtic
Thomas Vtic (* 2. September 1968) ist ein ehemaliger deutscher Fußballspieler.

## Karriere
Thomas Vtic stammte aus der Jugend des MSV Duisburg und gehörte als 19-Jähriger zur Mannschaft, die 1987 durch ein 4:1 im Finale gegen die Amateure des FC Bayern München Deutscher Amateurmeister wurde. In der Saison 1988/89 stieg Vtic mit dem MSV als Meister der Oberliga Nordrhein wieder in die 2. Bundesliga auf. Unter Neu-Trainer Willibert Kremer wurde er jedoch nicht mehr eingesetzt. Vtic spielte in den folgenden Jahren für die Sportfreunde Siegen, mit denen aus der Verbandsliga in die Oberliga aufstieg, und den 1. FC Bocholt. Für den FC Remscheid kam er in der 2. Bundesliga 1992/93 auf vier Zweitligaspiele.
Thomas Vtic beendete seine aktive Karriere 2001 beim SV Hönnepel-Niedermörmter mit dem Aufstieg in die Bezirksliga.